# Nollieux
Nollieux é uma comuna francesa na região administrativa de Auvérnia-Ródano-Alpes, no departamento de Loire. Estende-se por uma área de 6,95 km². Em 2010 a comuna tinha 200 habitantes (densidade: 28,8 hab./km²).